# Mario & Sonic at the Rio 2016 Olympic Games
Mario & Sonic at the Rio 2016 Olympic Games é um jogo eletrônico da série Mario & Sonic at the Olympic Games, que se passa no Brasil, lançado para o Nintendo 3DS em fevereiro de 2016, no Japão, em março de 2016 na América do Norte, e em abril de 2016 para a Europa e Austrália, e para o Wii U em todo o mundo em junho de 2016. O jogo foi desenvolvido pela Sega Sports R&D, com o auxílio da Arzest e da Spike Chunsoft, e publicado pela Nintendo. É o quinto jogo da série Mario & Sonic.
Além disso existe vários tipos de modalidade como boxe, corrida, salto a distância e entre outras coisas.

## Jogabilidade
Os jogadores controlam vários personagens dos universos ficcionais das franquias Mario e Sonic em eventos esportivos baseados nas Olimpíadas de 2016.
O jogo contém também suporte para a linha Amiibo de figuras NFC.

## Desenvolvimento
O jogo foi revelado pela primeira vez no site japonês da Nintendo Direct em 30 de maio de 2015. Como os jogos anteriores, o jogo foi oficialmente licenciado pelo Comitê Olímpico Internacional. Ambas as versões do jogo foram lançadas mundialmente em 2016. Uma edição arcade do jogo também foi anunciada pela Sega, que foi lançado no Japão em 2016. Foi lançado na América do Norte e Europa no dia 24 de junho de 2016.